# زلزال هوالين 2018
زلزال هوالين هو زلزال بقوة 6.4 ريختر ضرب مدينة هوالين شرق جزيرة تايوان في الساعة 23:50 بالتوقيت المحلي أدى هذا الزالزال بمصرع 12 وإصابة 277 شخص آخر ووصلت أثاره إلى جزر ريوكو في اليابان.

خريطة اماكن حصول الزلزال بمقياس ريختر

## تايوان والزلازل
تايوان لها تاريخ حافل بالزلازل القوية  تقع الجزيرة ضمن منطقة معقدة من التقارب بين صفيحة الفلبين والصفيحة الأوراسية. في موقع الزلزال، تتلاقى هذه اللوحات بمعدل 75 ملم في السنة، في جنوب قارة تايوان، القشرة المحيطية من لوحة أوراسيا هي اندساس تحت الصفيحة الفلبينية وإنشاء قوس الجزيرة وبركان لوزون ارك. وفي تايوان، كانت القشرة المحيطية قد خضعت كلها للركود، كما أن القوس يتصادم القشرة القارية، بسبب الصفيحة الأوراسية، وإلى الشمال من تايوان صفيحة الفلبين.

## الأضرار

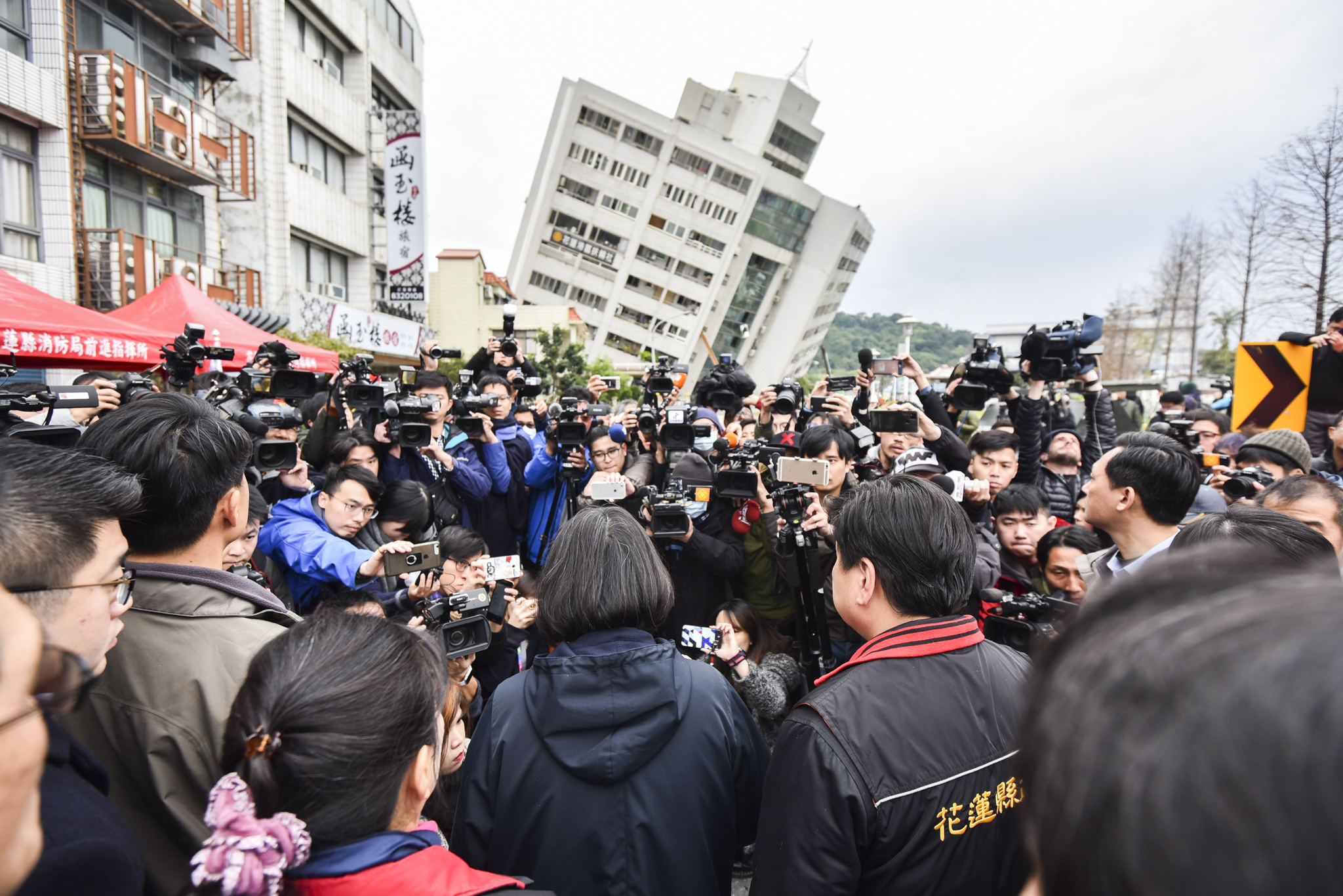
تساي إنغ ون، رئيسة تايوان تتفقد إحدى المباني المتضررة وتخاطب الصحافة في مدينة هوالين.

أصيبت العديد من المباني في مدينة هوالين بأضرار، من بينها أربعة مباني كانت قد انهارت جزئياً أو أصيبت بأضرار بالغة، وانهارت الطوابق السفلى من فندق مارشال مما اسفر عن مصرع شخصين، كما تم الإبلاغ عن عدة وفيات من مبنى «يون مين تسوى تي» السكني المكون من 12 طابقا والذي قد مال بشدة بسبب انهيار بعض الطوابق السفلى حيث لا يزال سبعة من سكانه قد فقدوا حتى 8 فبراير 6:30 مساء بالتوقيت المحلي، ووضعت عوارض كبيرة بواسطة رافعات على جانب واحد من المبنى في محاولة لمنع مزيد من الإمالة خلال جهود الإنقاذ المستمرة. وقد ذكرت السلطات أن هناك 277 جريحا و 12 قتيلا. كما اغلقت الجسور والطرق السريعة بسبب الأضرار الناجمة عن الزلزال.
وتمركز مئات رجال الإطفاء والعسكريين في الموقع لدعم الجهود الرامية إلى انقاذ الاشخاص المحاصرين في المباني المتضررة.

## معرض صور

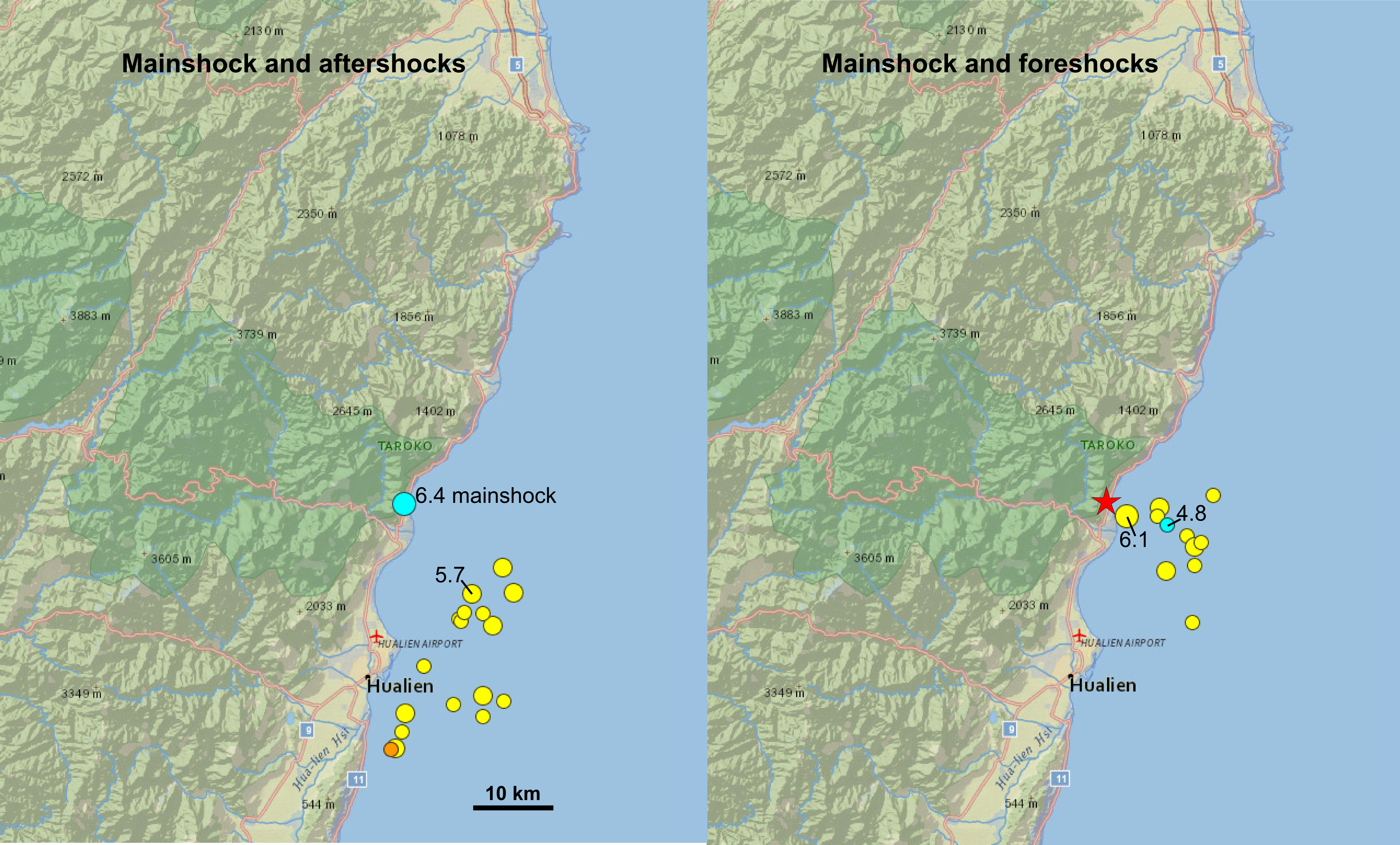